# Sepia foliopeza
Sepia foliopeza е вид главоного от семейство Sepiidae.

## Разпространение и местообитание
Видът е разпространен в Китай (Джъдзян, Фудзиен и Шанхай), Провинции в КНР и Тайван.
Обитава океани и морета.